# Yasukazu Tanaka
Yasukazu Tanaka (jap. 田中 雍和, Tanaka Yasukazu; * 15. Juni 1933) ist ein ehemaliger japanischer Fußballspieler.

## Nationalmannschaft
1955 debütierte Tanaka für die japanische Fußballnationalmannschaft. Tanaka bestritt vier Länderspiele.